# アコソンボダム

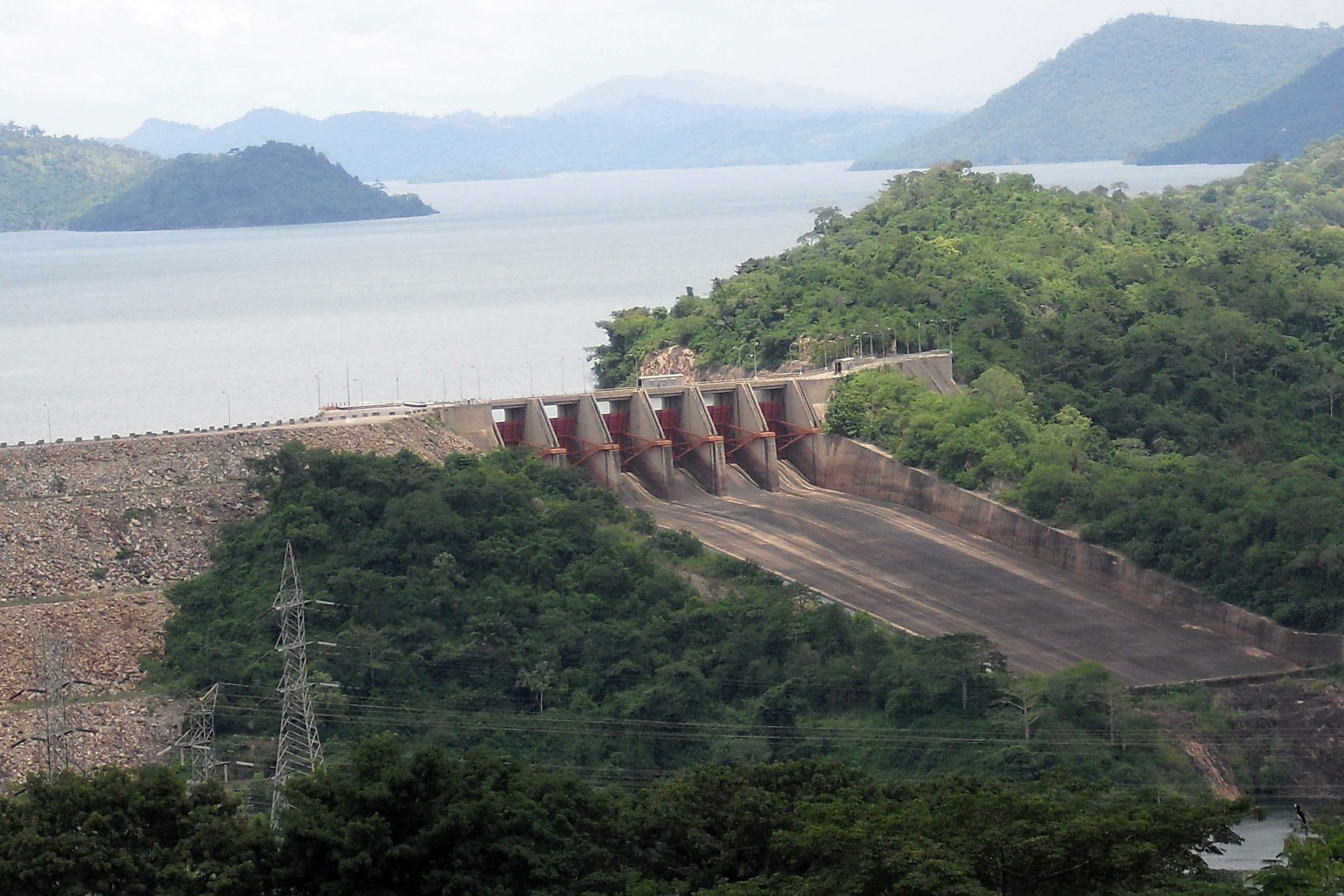
アコソンボダム

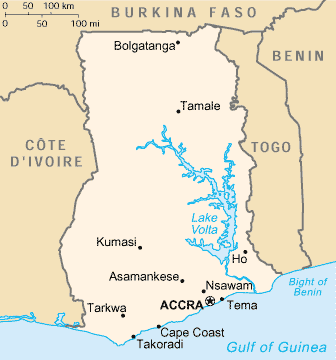
アコソンボダムはヴォルタ湖の南端に作られた

アコソンボダム（英語：Akosombo Dam）は、ヴォルタ川をせき止めて造ったガーナ・イースタン州アコソンボにある水力発電用のダムで、ガーナのヴォルタ河川公社（英語：Volta River Authority、略称：VRA）が管理運営を行っている。1965年に完成した。このダムが作る人造湖（ヴォルタ湖）は世界最大級の大きさを持つ。
ダムの目的は主として、アルミニウム産業のために電力を供給しており、またガーナ及びその周辺の国々へ供給されている。ヴォルタ・ダム（Volta Dam）とも呼ばれる。
乾季には発電量が減少し、ガーナの都市では停電が発生する。ガーナは隣国のトーゴとベナンに電力を輸出しており、この契約は国内への供給より優先されている。
ガーナでは、カカオ栽培のモノカルチャーからの脱却として、このダム建設に工業発展の希望を託した側面もある。ガーナ最大の経済開発プロジェクト投資とも呼ばれている。ダム建設と平行してボーキサイト鉱山の開発を行い、現在はダムによる発電で確保した電力を用いてボーキサイトからアルミニウムを生産している。アルミニウムの精錬には電力がとてもいるので水力発電は適している。
1949年にヴォルタ川盆地の開発計画が策定され、ガーナ初代大統領クワメ・エンクルマがダム建築計画を採用し、アメリカ合衆国企業の財政投資の支援を受け、計画が進められた。1961年に建設が開始された。